# Friedensacker

Buddhistische Pagode auf dem Gelände des Friedensackers Glimbach

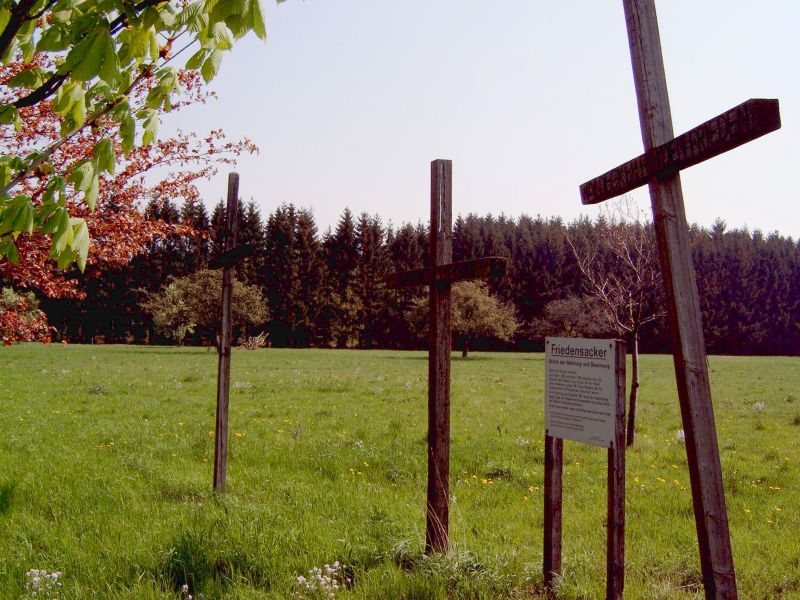
Drei Kreuze als mahnender Rest auf dem Friedensacker bei Bell

Ein Friedensacker ist ein Stück Ackerland, welches von einer Gruppierung, z. B. der Friedensbewegung, gekauft oder gepachtet wird. Die Friedensäcker wurden meistens in den 1980er-Jahren erworben. Auf einigen stehen sogenannte Friedenskreuze. 
Friedensäcker gibt es in verschiedenen Teilen von Deutschland, z. B. in Glimbach (im Rheinland) und bei Bell (Hunsrück). Sie wurden errichtet, um die Erweiterung oder sogar den Bau von militärischen Anlagen zu verhindern.
In Glimbach wurden 1600 m² Land von über 1200 Einzeleigentümern erworben, um den Ausbau von Castle Gate, einer NATO-Befehlszentrale, unmöglich zu machen. Eine Enteignung der Vielzahl von Eigentümern hätte einen erheblichen Arbeits- und Zeitaufwand bedeutet. In Glimbach wurde von buddhistischen Mönchen 1992 eine kleine Friedenspagode mit Material aus dem KZ Groß-Rosen errichtet.
In Bell wurde mit dem Friedensacker und den dort ehemals 96 aufgestellten Kreuze (eines für jede Rakete), gegen die Stationierung von 96 abschussbereiten Marschflugkörpern (englisch: Cruise Missiles) in der nahe gelegenen Raketenbasis Pydna protestiert.